# Форау

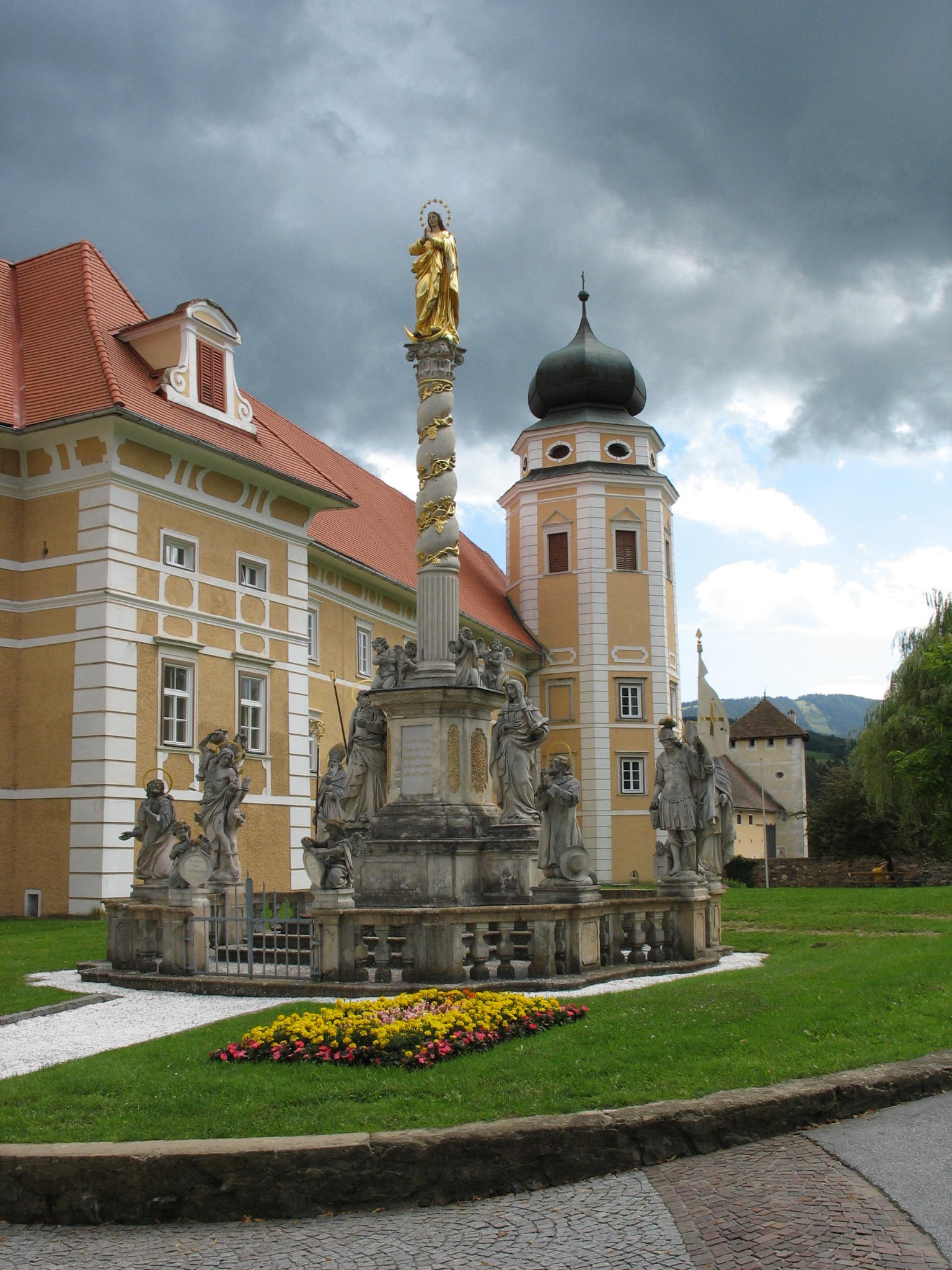

Форау (нем. Vorau) — ярмарочная коммуна в Австрии, в федеральной земле Штирия. 
Входит в состав округа Хартберг.  Население составляет 1422 человека (на 31 декабря 2005 года). Занимает площадь *4,71* км². Официальный код  —  6 07 45.

## Политическая ситуация
Бургомистр коммуны — Йозеф Штайнхёфер (АНП) по результатам выборов 2005 года.
Совет представителей коммуны (нем. Gemeinderat) состоит из 15 мест.
- АНП занимает 8 мест.
- СДПА занимает 7 мест.